# Mathématiques en Europe au XVIIe siècle
Pour un article plus général, voir Histoire des mathématiques.
L'histoire des mathématiques en Europe au XVIIe siècle est caractérisée par le formidable développement que connaît la discipline qui se tourne vers la résolution de problèmes pratiques dans un contexte d'amélioration des échanges et des communications. L’intérêt des mathématiciens se concentre désormais sur des problèmes techniques précis, aboutissant à une nouvelle façon de faire des mathématiques, avec en particulier le passage des spéculations (les sciences théorétiques) aux inventions et à l’émergence des constructions. Progressivement, l’idée de comprendre va remplacer celle d’expliquer et comme « on ne peut pas à la fois admirer et surpasser les anciens » le siècle va finalement rompre avec l’héritage antique.

## Une situation favorable

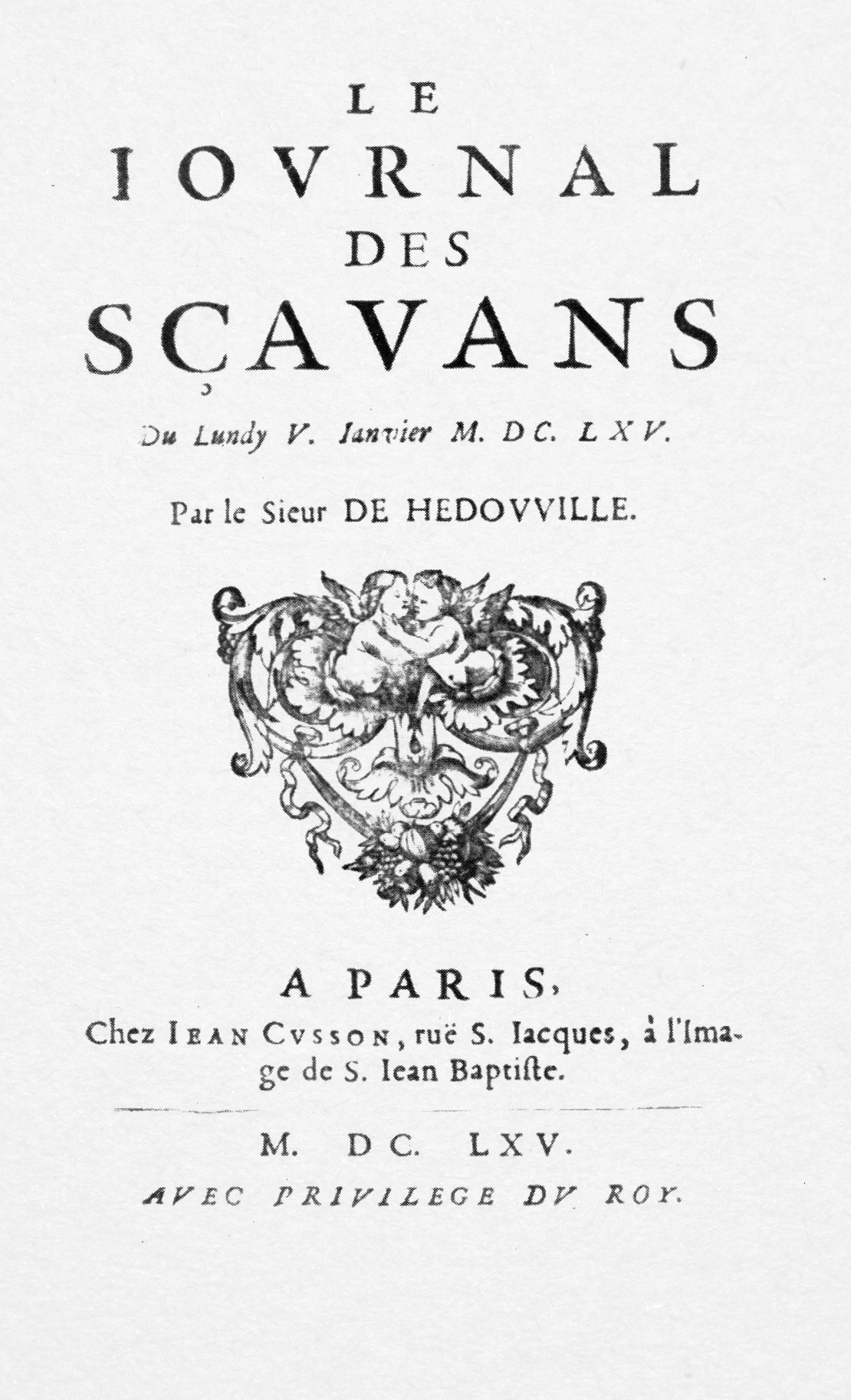
Premier numéro du Journal des sçavans daté du 5 janvier 1665.

L'Europe du XVIIe siècle offre aux savants des conditions propices à l'étude et à l'échange qui vont contribuer à la formidable expansion des sciences et des mathématiques.
C'est durant ce siècle que commencent à se constituer dans les capitales européennes des académies des sciences regroupant scientifiques et mathématiciens : l'académie dei Lincei à Rome en 1603, La Royal Society à Londres vers 1645, l'académie del Cimento à Florence en 1657 et l'académie royale des sciences de Paris en 1666. Au sein de ces académies, des scientifiques de tous bords se réunissent pour partager et confronter leurs idées. Ainsi l'académie royale de Paris regroupe sept mathématiciens (dont Huygens et Roberval) et six physiciens. L'État met à leur disposition des laboratoires et des moyens pour poursuivre leur recherche mais les académies ont aussi pour rôle de centraliser et valider les travaux et les mémoires qui leur sont envoyés de partout. Elles jouent ainsi un rôle fédérateur des savoirs.
L'importance de la Compagnie de Jésus durant cette période reste prépondérante. Garante d'une certaine orthodoxie, elle fut, certes, un frein au développement des idées nouvelles comme l'héliocentrisme de Galilée, mais elle fournit par ailleurs de nombreux mathématiciens de qualité (Clavius, Grégoire de Saint-Vincent, Saccheri, Ceva, Bachet de Méziriac…). Elle offre aux chercheurs la possibilité de se consacrer aux études ainsi qu'un réseau très étendu de savants et d'enseignants à travers toute l'Europe. C'est ainsi qu'elle forme des mathématiciens comme Descartes, Mersenne, Fontenelle ou Cassini. Les principes de l'Ordre préconisent un « devoir d'intelligence » mis au service de la connaissance et favorise ainsi la confrontation des idées. 
Les cours royales, à l'instar de ce qui se pratiquait quelques siècles auparavant dans les cours persanes, regroupent chercheurs et mathématiciens autour de protecteurs qui leur permettent de travailler dans une relative sérénité. 
Les communications à travers toute l'Europe se développent. Les échanges en langue nationale (allemand, anglais, français, italien) prennent de l'ampleur mais le latin reste encore pour ce siècle la langue d'échange privilégiée des savants. C'est en latin que Bacon publie son Novum Organum (1620) ou Leibniz ses Acta eruditorum. Le français devient à cette époque langue diplomatique et s'avère un vecteur important de communication et d'échange. Les mathématiciens de ce siècle communiquent abondamment par lettres, confrontant leurs idées et annonçant leurs publications. Nombre d'erreurs et d'imprécisions sont ainsi rapidement rectifiées, des embryons d'idée sont ainsi développés par une communauté internationale de mathématiciens. La correspondance du Minime Marin Mersenne est à ce point exemplaire car il sert d'intermédiaire entre les mathématiciens Descartes, Gassendi, Roberval et Fermat. Les avancées sur le calcul intégral (problème de la chaînette…) sont le fruit d'échanges épistolaires fructueux entre Bernoulli, Leibniz et Huygens. Les publications de périodiques se multiplient. Le Journal des savants est publié à Paris dès 1665, les Philosophical Transactions paraissent à Londres en 1665 et les Acta eruditorum à Leipzig en 1682. Mais les mathématiciens n'hésitent pas non plus à se déplacer et voyager pour rencontrer et dialoguer avec d'autres chercheurs européens. Descartes, Huygens, Mersenne, Leibniz parcourent ainsi l'Europe à la rencontre de leurs confrères. Les voyages à Paris, en Italie, en Hollande ou à Londres deviennent des passages obligés dans la formation des mathématiciens et permettent un brassage important des idées et des cultures. 
Ainsi, tout contribue au développement et à la communication des idées nouvelles.

## Des mathématiques au service des sciences et des techniques

### L'idée de nouveau

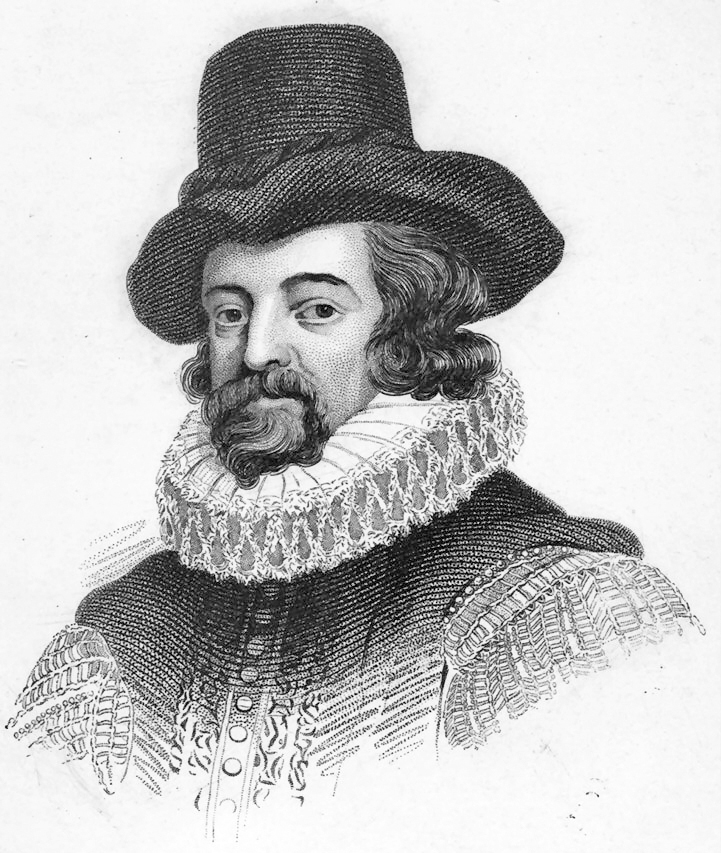
Francis Bacon.

Au XVIIe siècle on passe des spéculations aux inventions. L’époque est habitée par l’idée de faire du nouveau, c’est la naissance des méthodes, à l'image du Discours de la méthode de René Descartes, et qui sont un « art d’inventer ». L’objectif est d’obtenir des sciences actives donnant la possibilité d’être « comme maître et possesseur de la nature ». Francis Bacon publia son Novum Organum en 1620, pour un nouvel Organon en référence au travail d’Aristote, projet ambitieux s'il en est. Dans ses écrits, il chercha à persuader ses contemporains de rompre avec les anciens et précisa la méthode baconienne destinée à obtenir des créations nouvelles. Les anciens posaient des grands principes (voir le Traité des catégories d’Aristote) ; la méthode de Bacon est elle fondée sur l’induction : à partir du particulier, il s’agit d’énoncer des axiomes pour revenir au particulier car Bacon cherche à élaborer une science active, une science en spirale très éloignée de ce que présente Aristote dans l’Organum.

### Comprendre ou expliquer?

En se déplaçant le long de sa directrice, la parabole est toujours vue sous un angle droit.

Si pour Aristote la connaissance scientifique avait pour finalité d’expliquer, de déterminer les causes, il s’agissait désormais de comprendre c’est-à-dire de déterminer comment cela fonctionne.
Par exemple, dans la chute d’un corps il s’agissait pour Aristote de déterminer pourquoi cela tombe, quelle était la cause, alors assimilée au principe selon lequel le grave « rejoint son lieu naturel ». Avec Galilée la question devient comment se fait cette chute. Galilée travaillait aux arsenaux de Venise, il avait en vue des problèmes techniques précis comme la trajectoire d’un boulet de canon ou sa portée maximum. Si l’accélération du mouvement est connue depuis Aristote, Galilée ne se demande plus pourquoi la vitesse augmente mais bien comment elle augmente c’est-à-dire dans quelle proportion. Pour cela il cherche à quantifier, à numériser, en commençant par récuser la distinction antique entre le naturel et l’artificiel.

### La naissance du courbe et de l'objet cinématique

Le point mobile engendre une cycloïde droite.

Galilée travaillait sur la trajectoire du boulet de canon tiré, problème qui induit une réflexion au sujet de la courbe et bientôt du courbe. 
Dans les mathématiques grecques il est fait état d’environ 12 courbes particulières étudiées et correspondant à des problèmes géométriques : c’est ainsi que les coniques ont été introduites pour résoudre le problème géométrique de la duplication du cube
Au XVIIe siècle, l’étude concerne la courbe en général qui n’est plus uniquement un problème géométrique et devient un problème cinématique, c’est-à-dire où le mouvement est concerné ce qui fait rupture par rapport à la géométrie grecque. Dans ce contexte la parabole devient un objet cinématique et non plus exclusivement statique.

### Galilée et l’expérimentation, en rupture avec les anciens

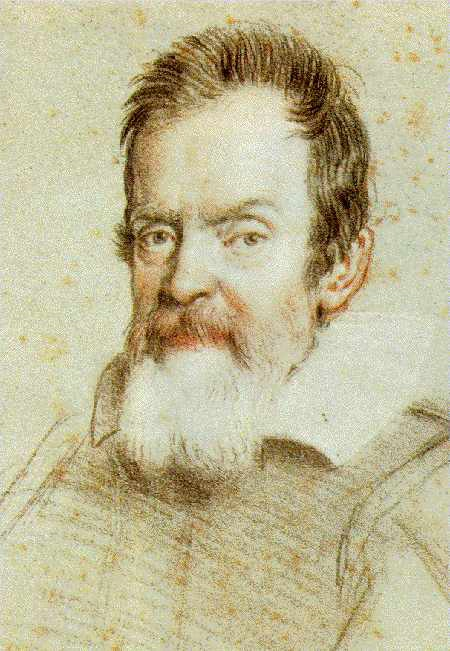
Galileo Galilei, dit Galilée.

Lorsque Niccolo Fontana Tartaglia étudie la question des artilleurs et dans son ouvrage de 1537 sur la nova sciensa, il cherche à définir l’angle d’inclinaison du canon pour avoir une portée maximum. Cependant il part encore de la classification d’Aristote basée sur la différence entre mouvement violent et mouvement naturel avec la théorie de l'impetus. Un siècle plus tard, Galilée n’hésite pas à mêler mouvement violent et naturel. Il traite également les problèmes des artilleurs tels la portée selon l’inclinaison du canon. Galilée est proche des hommes de l’art comme le puisatier, il propose des tables de tir ou une méthode d’utilisation de la hausse. C’est aussi à cette époque que s’élabore définitivement la notion de fonction. Galilée quitte l’enseignement de l’Université pour se consacrer à ses recherches et, dans une lettre au secrétaire du grand duc de Toscane, il élabore un véritable programme de recherche où la technique est bien présente aux côtés de problèmes plus mathématiques ou purement physiques. Pour lui, il n’est plus question d’étudier seulement la physis c’est-à-dire ce qui est naturel dans la classification d’Aristote mais aussi ce qui est artificiel comme le mouvement violent. Ainsi naissent les problématiques relatives au temps et à l’espace parcouru, à la mesure de la distance. Un de ces prédécesseurs Nicole Oresme, réalisant des travaux sur des thèmes proches, s’intéressa à la vitesse mais pas à la distance. Il est manifeste que Galilée a dans l’idée d’expérimenter car, si le temps et la distance sont accessibles, en reliant les deux on obtient la loi de chute des graves. Galilée vérifie par une expérience que la distance est proportionnelle au carré des temps et s’abstient de réfléchir sur les causes.

### René Descartes et l'optique géométrique

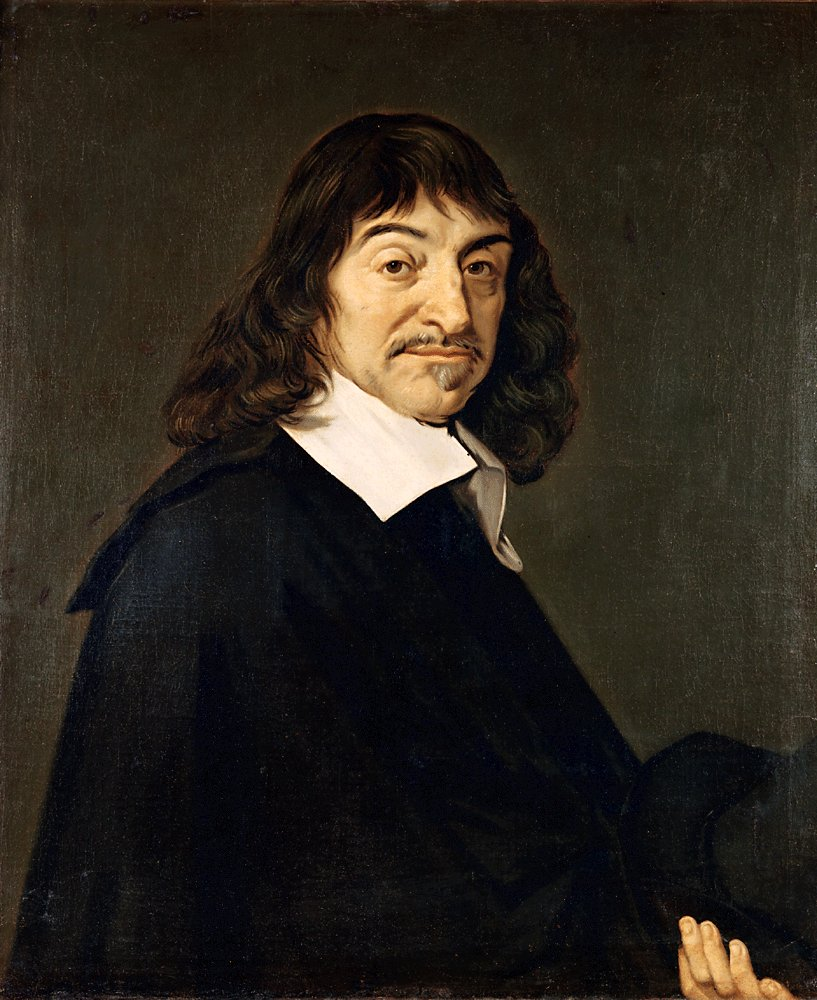
René Descartes, d'après Frans Hals.

René Descartes était passionné par les problèmes pratiques, les problèmes d’ingénieurs et se situait également dans une posture de critique des anciens. Il travailla sur les courbes optiques telles l'anaclastique de l’ingénieur Cornier de Rouen. Il s’agissait de déterminer la forme d’un dioptre (verre optique) de telle sorte que les rayons de lumière arrivant de manière parallèle vont se réfracter en un point unique. Dans cette recherche, Descartes trouve la loi de la réfraction et abandonne l’idée de trouver la cause de cette réfraction. Pour cela il résout un problème mathématique de type « inverse des tangentes » (on connaît une propriété des tangentes et on cherche la courbe correspondante) et qui donne la forme de la courbe et donc du verre optique. On sait que deux formes sont possibles : l’hyperbole et l’ellipse. Descartes abandonne à cette occasion la définition des Anciens comme intersection d’un cône et d’un plan pour préférer la définition issue de la manière dont les jardiniers dessinent l’ellipse et l’hyperbole dans leurs jardins. Par suite, Descartes donnera des recommandations pour construire les machines à tailler ces verres. Pour autant, après résolution du problème de l’anaclastique, Descartes traite le problème des ovales que lui se pose. Il s’agit ici de déterminer la forme d’un dioptre de façon que des rayons partent d’un point, rencontrent le verre et se rejoignent en un même point. Descartes trouve une courbe à trois foyers qui va bien au-delà des mathématiques des anciens et aboutit à sa méthode d’inversion des tangentes donnée au livre II. Dans cette recherche, il rend hommage à Kepler, événement rare dans l’œuvre de Descartes.

### Christian Huygens ou le «secret des longitudes»

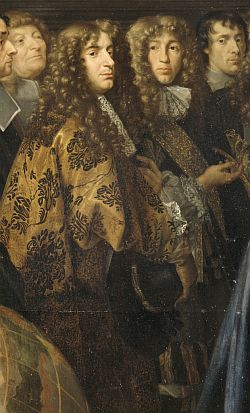
Portrait probable de Huygens, détail de lÉtablissement de l'Académie des Sciences et fondation de l'observatoire, 1666.

Un autre problème technique concret fut à la source d’innovation mathématiques et techniques au XVIIe siècle : il s’agit de la détermination des longitudes en mer. Celles-ci étaient alors difficilement accessibles par des observations astronomiques directes ou des procédés hasardeux comme l'observation de la déclinaison magnétique. On savait en théorie qu'une meilleure solution était le recours à des horloges embarquées dont on comparait l’heure avec celle du port de départ, le décalage horaire donnant la longitude. Richelieu avait promis une forte somme d’argent, comme le roi d’Angleterre ou le stathouder de Hollande à qui trouverait le « secret des longitudes » car sa connaissance autorisait la maîtrise des mers et le développement du commerce. 
Dans cette recherche, Christian Huygens s'intéresse aux oscillations isochrones (1656-1659) et publie ses résultats sur l'isochronisme de l'oscillation cycloïdale. Il applique ce résultat à la conception des horloges : pour que la période des oscillations soit indépendante de l'amplitude, il faut que le mouvement s'effectue sur une cycloïde. Il utilise pour ce faire deux lames métalliques correctement recourbées entre lesquelles il fixe son pendule. Ce système permet de régulariser le mouvement et d’obtenir un battement isochrone du pendule qui n’est pas naturel contrairement à ce que croyait Galilée. Il construit sa première horloge en 1657 ; qui ne se décale que de 15 secondes par jour. Il en confie quelques exemplaires à des marins mais leur réalisation pratique n'est pas assez robuste et elles ne résistent pas aux efforts dus aux mouvements des bateaux. Il faudra attendre le siècle suivant avec John Harrison, Ferdinand Berthoud et Julien Le Roy pour que soit enfin résolu le problème des longitudes par le développement des chronomètres de marine.

## Des outils théoriques qui s'affinent
C'est au cours de ce siècle que se mettent en place des outils nécessaires au développement des mathématiques principalement en analyse.

### Algèbre
La révolution symbolique initiée par François Viète de 1591 à 1603 se poursuit avec la publication de ses œuvres par Alexander Anderson (1612-1619), Marin Ghetaldi (1615), Jean-Louis Vaulezard (1630), Claude Hardy (1630), Jean de Beaugrand (1624 et 1631), James Hume (1636) et Frans van Schooten (1646). Cette nouvelle algèbre (on préfère alors le terme d'analyse symbolique) est amplifiée par les travaux des anglais Nathanael Tarporley, William Oughtred et Thomas Harriot et du français Pierre de Fermat. Ainsi, se mettent en place toutes les règles du calcul littéral. Sa mise en forme définitive s'achève avec Descartes dans ses Regulae et dans sa Géométrie (1637), qui, outre les opérations usuelles (additions, multiplication, soustraction, division, racine carré et racine cubique), fournit une définition de l'exponentielle. Cette période de formation du calcul algébrique (1591-1637) voit se réaliser une véritable rupture avec les rédactions plus anciennes. Elle va permettre une plus grande lisibilité dans la résolution des équations, le traitement des polynômes et la mathématisation des problèmes. 

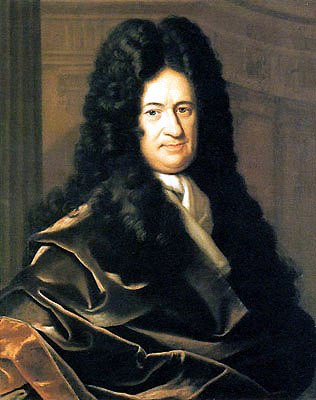
Gottfried Wilhelm Leibniz.

S'appuyant sur les travaux de ses prédécesseurs, Leibniz approfondit l'usage de la notation symbolique dans des ouvrages marquants comme Conspectus calculi et Mathesis universalis. Il exploite à son avantage cet outil pour développer de nouvelles méthodes de résolution dans son De arte combinatoria (1666). Il s'attache à la résolution des systèmes d'équations linéaires et met en place pour la première fois la notion de déterminant (1684), celle d'élimination et de résultante. Il applique son imagination à cette nouvelle écriture pour créer du neuf et invente le concept de puissance réelle d'un réel avant de pouvoir en donner une définition mathématique rigoureuse. Il est suivi ou précédé dans cette recherche par Isaac Newton.

### Arithmétique
L'arithmétique apparaît en Europe durant ce siècle. Les mathématiciens redécouvrent le savoir de l'antiquité et développent de nouvelles techniques pour résoudre des questions parfois anciennes. Ils se limitent à la branche des mathématiques appelée arithmétique modulaire.
Bachet de Méziriac traduit le livre de Diophante d'Alexandrie Arithmetica en latin et il démontre l'identité maintenant connue sous le nom de théorème de Bachet-Bézout. Ce sujet passionne Pierre de Fermat qui énonce un grand nombre de propositions sur ce sujet. On peut citer son petit théorème, celui sur les deux carrés et son dernier théorème. La communauté scientifique se lance des défis sur ce sujet, ainsi Fermat demande : « un nombre carré qui, ajouté à la somme de ses parties aliquotes (ie ses diviseurs), fasse un cube. » Il conclut par : « j'attends la solution de ces questions ; si elle n'est fournie ni par l'Angleterre, ni par la Gaule Belgique ou Celtique, elle le sera par la Narbonnaise ».
Les nombres premiers fascinent. Mersenne en développe une famille et Fermat une autre. Ils communiquent largement entre eux sur ce sujet, comme l'atteste cette lettre de Fermat : « Si je puis une fois tenir la raison fondamentale que 3, 5, 7, 17, 257, 65 537, ..., sont nombres premiers, il me semble que je trouverai de très belles choses en cette matière, car j'ai déjà trouvé des choses merveilleuses dont je vous ferai part ». René Descartes n'est pas en reste. Il cherche en vain à démontrer que si la division par huit d'un nombre premier donne pour reste un ou trois, il s'écrit de la forme {\displaystyle x^{2}+2y^{2}}.
On peut encore citer Leibniz qui démontre un résultat redécouvert au XVIIe siècle et qui prendra le nom de théorème de Wilson. Il propose aussi une démonstration plus rapide vers 1683 du petit théorème de Fermat.

### Géométrie
Durant ce siècle, la géométrie se détache de la notion ancienne d'ensemble de points ou de figures de référence pour entrer dans l'ère de la géométrie des coordonnées créée par Pierre de Fermat et René Descartes. Ces mathématiciens cherchent à associer des courbes et des surfaces à des équations algébriques et permettent ainsi un échange fructueux entre deux domaines (géométrie et algèbre). Descartes met en place les outils de calcul de tangente au point A à une courbe en recherchant la droite passant par A et ne possédant en commun avec la courbe qu'un point double. De même, la méthode des cercles tangents lui permet de trouver de manière algébrique la normale à la courbe (la perpendiculaire à la tangente). Il définit les courbes géométriques à l’aide de mouvements à condition « qu’ils soient bien réglés entre eux », et donne une méthode universelle, avec introduction d’un élément d’unité, de la géométrie algébrique. Parallèlement, Fermat s'attache à l'étude des maxima et des minima. 
En réaction contre cette tendance de la géométrie traitée par les nombres dans ce qui devient la Géométrie Analytique, Leibniz développe l'idée qu'il doit être possible de trouver pour la géométrie des outils aussi performants qu'ont été les notations de Viète pour l'Algèbre. C'est son projet d'Analysis Situs qu'il ne réussira jamais à mettre au point. 
Desargues, quant à lui, dans son ouvrage paru en 1636, Pratique de la perspective développe une approche projective de la géométrie et complète son étude trois ans plus tard par l'exploration des coniques. Son travail est repris et approfondi par Blaise Pascal, Philippe de La Hire et Isaac Newton (Philosophiae naturalis principia mathematica, 1687).

### Analyse

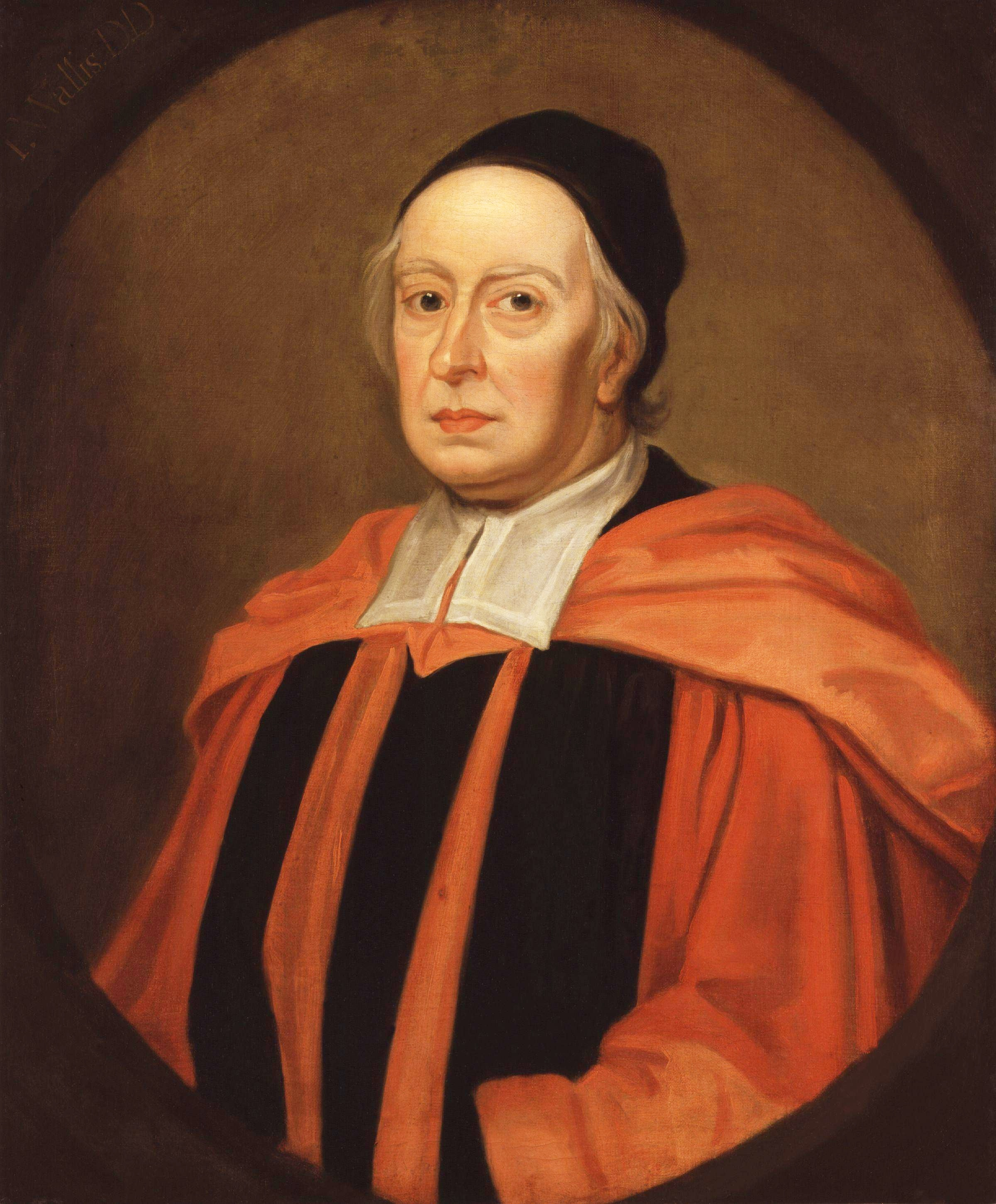
John Wallis

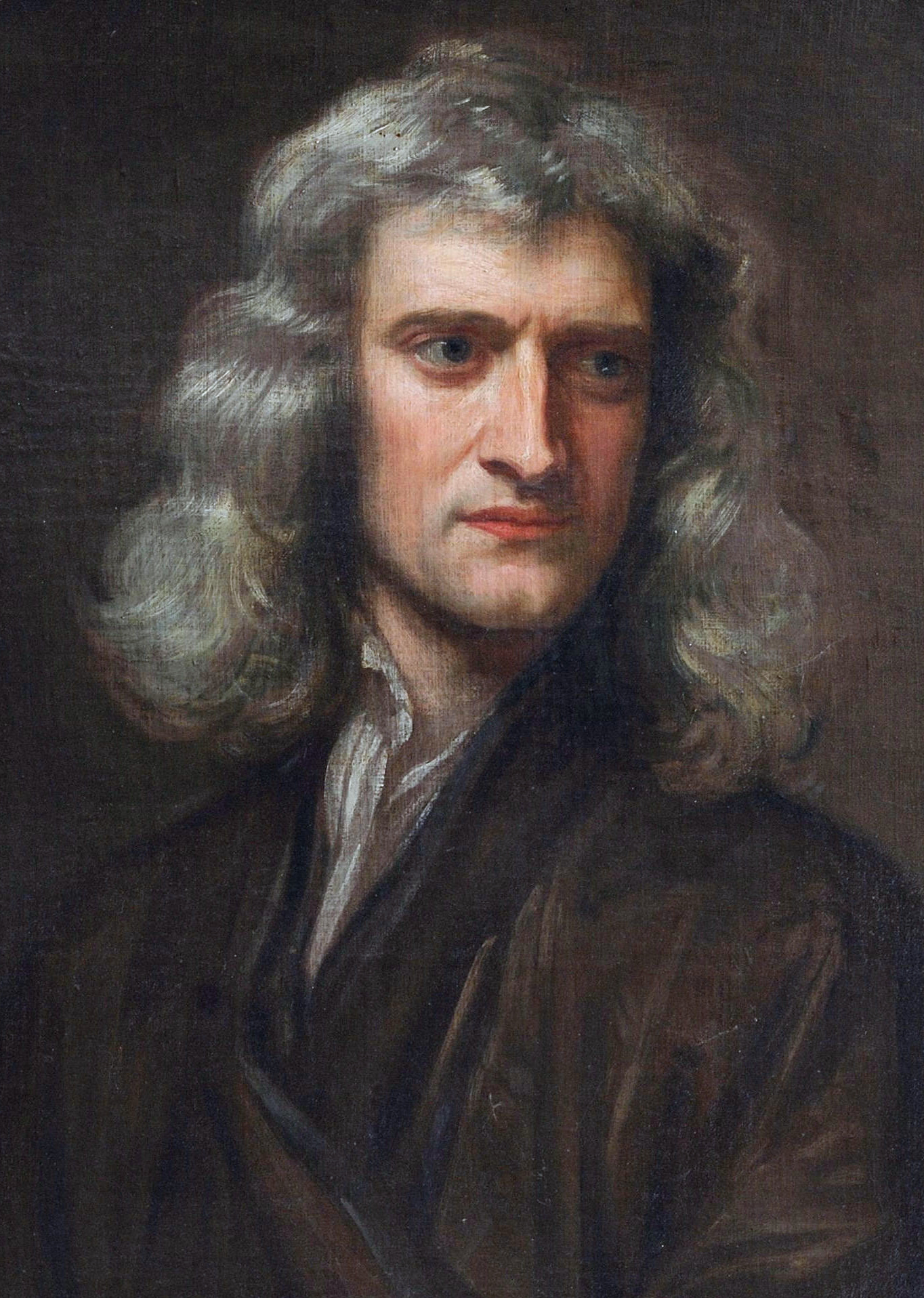
Portrait d'Isaac Newton par Godfrey Kneller (1689).

C'est surtout dans ce domaine que l'on note un progrès considérable avec la notion de limite et de calcul infinitésimal. La construction des tangentes aux courbes étudiée par Descartes, Fermat et Roberval pose les premiers jalons du calcul différentiel. Dès le début de ce siècle se pose la question de la recherche de l'inverse des tangentes (ou comment trouver une courbe quand on connaît une propriété tangentielle). En 1645, Roberval propose ses quadratrices. 
Le début du XVIIe siècle voit le développement de l'étude des aires sous les courbes ; Cavalieri met en place sa méthode des indivisibles (Geometria indivisibilibus continuorum nova quadam ratione promata, 1635) développée par Torricelli, Stefano degli Angeli, Gregory et Wallis.
Sa méthode, novatrice, est cependant supplantée à la fin du XVIIe siècle quand se met en place le calcul infinitésimal et intégral développé conjointement par Leibniz (les infiniment petits, Nouveau calcul, 1684) et Newton (les fluxions, écrit en 1670 et publié en 1690). Dès la parution du calcul différentiel de Leibniz, sa méthode est utilisée dans le monde des mathématiciens. John Craig l'exploite dans un livre traitant des quadratures. Leibniz comprend que sa méthode permet de résoudre le problème inverse des tangentes (l'intégration) et c'est Jacques Bernoulli qui emploie pour la première en 1690 le terme intégral. Jacques et Jean Bernoulli utilisent ce nouveau calcul pour l'étude de courbes particulière (courbe isochrone, courbe brachistochrone). En 1696, le marquis de l'Hospital, instruit par Jean Bernoulli, publie Analyse des infiniment petits pour l'intelligence des lignes courbes. Ce nouveau calcul présente des imprécisions qui seront levées à la fin du siècle et au début du siècle suivant grâce à un grand débat ouvert à l'Académie Royale des Sciences. Le calcul des fluxions de Newton trouve, quant à lui, un développement parmi les mathématiciens anglais.
Dans la seconde moitié du XVIIe siècle, l'école anglaise est florissante. John Wallis approfondit le calcul des indivisibles. Avec James Gregory et Isaac Newton, il travaille sur le développement en série entière. Mercator découvre l'aire sous l'hyperbole en développant en série 1/(1+x) (Logarithmotechnia, 1668). Isaac Newton développe en série Arccos, Arcsin, cos et sin (avant 1670).
Le XVIIe siècle voit aussi la naissance de deux fonctions transcendantes : la fonction logarithme et la fonction exponentielle. Mise en place par John Napier (1614) qui lui donne le nom de logarithme (logarithme d'un sinus), et Jost Bürgi (1620), La fonction logarithme n'est au départ qu'une table de correspondances pour des calculs astronomiques. Henry Briggs en 1615 propose une table de logarithmes décimaux. Puis c'est l'invention de la règle à calcul en 1624 par Edmund Gunter. De tables de correspondances, le logarithme prend progressivement le statut de fonction avec l'aire sous l'hyperbole attribuée à Grégoire de Saint-Vincent (1647), étudiée aussi par James Gregory (1667) et Huygens qui font le lien entre cette aire et les propriétés des logarithmes. En 1668, Brouncker et Mercator les développent en série entière (log 2, log 5/4, puis log (1+x)) puis vient sa définition intégrale écrite par Leibniz sous la forme {\displaystyle \mathrm {Log} (x)=\int _{1}^{x}{\dfrac {\mathrm {d} x}{x}}}. La fonction exponentielle n'est au départ que l'extension de {\displaystyle a^{n}} à des exposants d'abord négatifs puis fractionnaires. Elle s'appuie sur la notation exponentielle de Descartes (1637) développée ensuite par Leibniz mais c'est au cours du siècle suivant avec Euler que cette fonction sera complètement étudiée. 
Tous ces nouveaux outils vont permettre le développement au siècle suivant de l'étude des fonctions et de la cinématique.